# C'est quoi l'amour
C'est quoi l'amour is een album van de Belgische muzikante Lady Angelina. Het is haar debuutalbum uit 1996, geproduceerd in samenwerking met Roland Van Campenhout en onder toeziend oog van Guido Belcanto.

## Tracklist
- Fur Felilini
- Raven
- Bliksem
- Jalouzie
- Kermisliefde
- Kind noch kraai
- Verdwaal mijn ziel
- Spijt
- Adieu le monde
- L'orpheline
- L'allumeuse
- C'est quoi l'amour
- Bosmeisje
- Nachtvlinder
- Pour Simon
- Al-een
- La fin

## Meewerkende muzikanten
- Ben Faes (contrabas)
- Jon Birdsong (bastuba, kornet, tuba)
- Lode Vercampt (cello)
- Philippe de Chaffoy (viool)
- Roland Van Campenhout (effecten, slidegitaar, trommel, zang)
- Trijn Janssens (accordeon, effecten, keyboards, muziekdoos, percussie, trommel, zang, zingende zaag)